# North Ridgeville
North Ridgeville is een plaats (city) in de Amerikaanse staat Ohio, en valt bestuurlijk gezien onder Lorain County.

## Demografie
Bij de volkstelling in 2000 werd het aantal inwoners vastgesteld op 22.338.
In 2006 is het aantal inwoners door het United States Census Bureau geschat op 27.197, een stijging van 4859 (21.8%).

## Geografie
Volgens het United States Census Bureau beslaat de plaats een oppervlakte van
60,9 km², waarvan 60,5 km² land en 0,4 km² water.

## Plaatsen in de nabije omgeving
De onderstaande figuur toont nabijgelegen plaatsen in een straal van 12 km rond North Ridgeville.